# Gemünden (Felda)
Gemünden é um município da Alemanha, no distrito de Vogelsbergkreis, na região administrativa de Gießen , estado de Hessen.